# British North America Act
Die British North America Acts (frz. Actes de l’Amérique du Nord britannique), in Kanada bekannt als Constitution Acts sind Gesetze, die das Britische Parlament zwischen 1867 und 1982 beschloss, um das Regierungssystem Kanadas zu regeln. Sie bilden den wichtigsten Bestandteil der kanadischen Verfassung.
Das erste und wichtigste Gesetz ist das Verfassungsgesetz von 1867, das aus den einzelnen britischen Provinzen das selbstverwaltende Dominion Kanada schuf. Mit dem Statut von Westminster erhielten Kanada und die anderen Dominions 1931 volle legislative Souveränität. Ausnahme blieben jedoch Änderungen an den British North America Acts, die weiterhin nur vom britischen Parlament beschlossen werden konnten. 
Aufgrund der Probleme, sich in Kanada auf einen Änderungsprozess zu einigen, der alle Provinzen inklusive Québec zufriedenstellte, blieb diese Kraft beim Vereinigten Königreich. Erst 1982 war der Meinungsbildungsprozess in Kanada soweit abgeschlossen, dass das britische Parlament auf kanadische Bitte hin das Verfassungsgesetz von 1982 beschließen konnte: dieses enthält auch eine Prozedur, um die Verfassung ändern zu können.
Das britische Parlament beschloss British North America Acts in den Jahren 1867, 1871, 1886, 1907, 1915, 1916, 1930, 1940, 1943, 1946, 1949, 1949 (No. 2), 1951, 1960, 1964, 1974, 1975 und 1982. Wichtige Gesetze sind:
- Act von 1867: Bildet die Grundlage der kanadischen Verfassung. Es definiert die Regierung Kanadas, das kanadische Unterhaus, den Senat, die Judikative, das Steuersystem sowie die Verteilung der Gesetzgebungszuständigkeiten zwischen Bund und Provinzen.

- Act von 1871: Verlieh Kanada die Souveränität, neue Provinzen und Territorien zu erschaffen und die Grenzen bestehender Provinzen zu ändern.

- Act von 1886: Territorien bekamen Abgeordnete in Unterhaus und Senat.

- Act von 1907: Verpflichtete die Bundesregierung, kleinere und ökonomisch schwächere Provinzen finanziell zu unterstützen.

- Act von 1915: Weitete den Senat aus, indem es Westkanada 24 eigene Senatoren zusprach; ebenfalls sah es sechs Senatoren für Neufundland vor, sollte dies eine kanadische Provinz werden.

- Act von 1940: Erlaubte, bundesweit eine Arbeitslosenversicherung einzuführen.

- Act von 1949 (Newfoundland Act): Nahm das damalige britische Dominion Neufundland als zehnte Provinz Kanadas auf.

- Act von 1965: Setzte das Höchstalter kanadischer Senatoren auf 75 fest.

- Act von 1982: Dieses letzte vom britischen Parlament für Kanada erlassene Gesetz trägt einen anderen Namen, da es alle bisherigen noch gültigen British North America Acts auf Canada Acts umbenannte, deren einige änderte und andere aufhob, die bis anhin noch beim britischen Parlament verbliebenen legislativen und konstitutionellen Rechte an Kanada übertrug und in der Anlage die Constitution Act, 1982 enthielt.